# گاوثین
گاوثین (به اسپانیایی: Gaucín) یک دهستان در اسپانیا است که در استان مالاگا واقع شده‌است. گاوثین ۹۸ کیلومتر مربع مساحت و ۲٬۰۰۰ نفر جمعیت دارد.